# Microblastosporon botryoideum
Microblastosporon botryoideum är en svampart som först beskrevs av Chaborski, och fick sitt nu gällande namn av Raffaele Ciferri 1930. Microblastosporon botryoideum ingår i släktet Microblastosporon, divisionen sporsäcksvampar och riket svampar.   Inga underarter finns listade i Catalogue of Life.